# Almada
Almada (aɫ'madɐ) è una città e un comune portoghese nel distretto di Setúbal, appartenente alla subregione della Grande Lisbona.

## Geografia fisica
A nord il limite è costituito dal fiume Tago, a ovest dall'Oceano Atlantico, a sud dal comune di Sesimbra e ad est da quello di Seixal.

## Storia

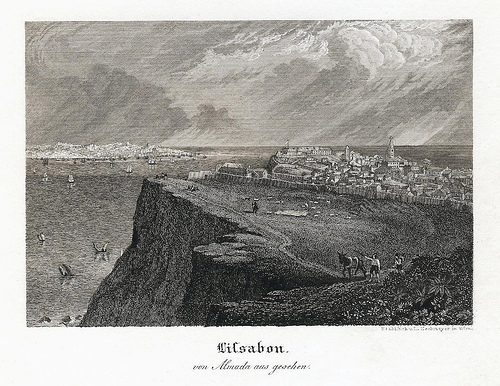
Almada in un'immagine del XIX secolo

La presenza umana nel territorio di Almada rimonta alla preistoria. I recenti interventi archeologici dimostrano come la regione fosse occupata per lo meno a partire dal Paleolitico. 
Fenici, romani e arabi sono solo alcune delle civiltà che occuparono questo promontorio prospiciente la città di Lisbona. Tuttavia, furono i musulmani a strutturare il primitivo nucleo urbano: lo stesso toponimo "Almada" proviene dalle parole arabe Al-Madan (La Miniera) per la presenza nel suo territorio di un giacimento aurifero.
Almada fu scelta sempre dagli Arabi per la costruzione di una fortezza destinata alla vigilanza e difesa delle acque del fiume Tago poi conquistata dalle forze cristiane del re Afonso I nel 1147, rimanendo successivamente sotto l'amministrazione dei Cavalieri di Santiago. Nel 1191, sotto il comando di Yusuf al-Mansur proveniente da Siviglia, le forze arabe riconquistarono il territorio di Almada, con gravi danni al territorio, e solo a partire dal XIII secolo si assiste ad una effettiva ripresa di Almada, ormai definitivamente parte del nuovo regno portoghese.
Almada assistette ad una prima delimitazione dei suoi territori attraverso lo Stormento de Devision, il 4 dicembre del 1297. Nel frattempo la città ed il suo concelho erano già cresciute, rappresentando una delle più attive comunità lungo la riva sud del Tago. Le più antiche freguesias erano Santa Maria do Castelo e Santiago, (corrispondenti alla moderna freguesia di Almada). Nel 1513 Manuele I del Portogallo concesse alla città un nuovo statuto che implicò trasformazioni economiche, sociali e politiche; a partire da tale periodo appaiono i primi riferimenti alla popolazione locale e alle freguesias.
La popolazione di Almada nel XVII secolo era costituita da circa 2.500 abitanti; ma durante l'Unione Iberica (epoca in cui il Portogallo era parte della Spagna) ebbero inizio flussi migratori sulla direttrice nord-sud, flussi cui contribuirono in larga parte le regioni dell'Estremadura, Beiras, Entre Douro e Minho.
Con la riforma amministrativa del 1836 fu creato il comune di Seixal e Almada perse le freguesias di Seixal, Arrentela, Paio Pires e Amora.

## Monumenti e luoghi di interesse

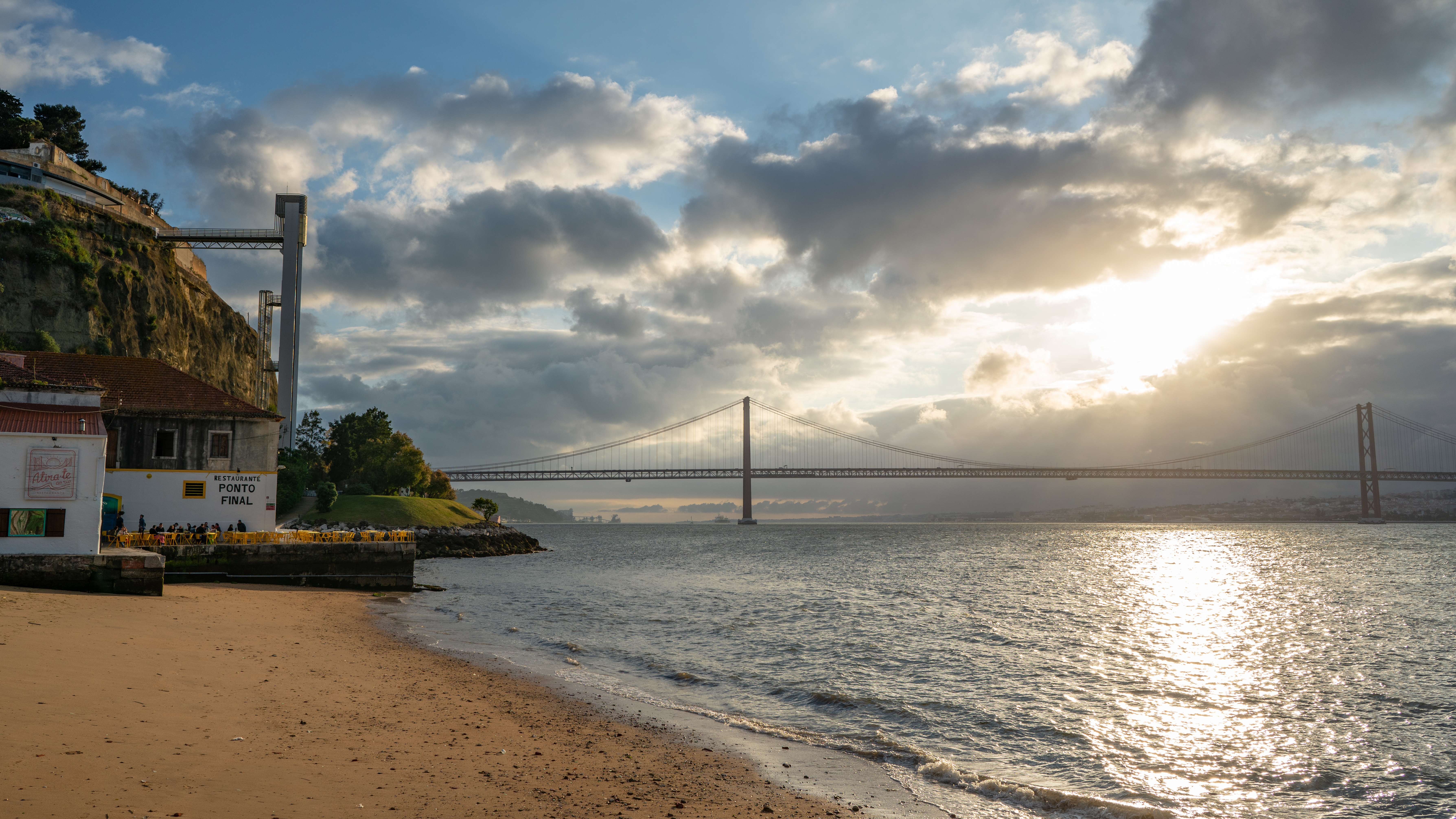
Il ponte 25 aprile e il Tago visti dal Cais do Ginjal, nella zona rivierasca di Almada. Sulla sinistra l'Elevador Panorâmico da Boca do Vento

| Denominazione                                                                                       | Categoria              | Tipologia             | Freguesia         |
| --------------------------------------------------------------------------------------------------- | ---------------------- | --------------------- | ----------------- |
| Fabbrica romana di conserva di Cacilhas                                                             | Architettura civile    | Fabbrica              | Cacilhas          |
| Forte di San Sebastiano de Caparica                                                                 | Architettura militare  | Fortezza              | Caparica          |
| Mulino in ferro (Mulino in ferro della scuola elementare Comandante Conceição e Silva)              | Architettura civile    | Mulino                | Cova da Piedade   |
| Edificio dell'Antica Chiesa di San Sebastiano                                                       | Architettura religiosa | Chiesa                | Almada            |
| Tenuta di San Michele                                                                               | Architettura civile    | Tenuta rurale         | Pragal            |
| Tenuta di Sant'Antonio di Bela Vista                                                                | Architettura civile    | Tenuta rurale         | Pragal            |
| Tenuta di Santa Rita (inclusa la Casa di Fresco ed il pozzo)                                        | Architettura civile    | Tenuta rurale         | Pragal            |
| Villa della tenuta di Nostra Signora della Concezione (inclusi il granaio, il mulino ed il giardino | Architettura civile    | Tenuta rurale         | Caparica          |
| Tenuta di San Francesco di Borja                                                                    | Architettura civile    | Tenuta rurale         | Almada            |
| Stazione archeologica della Tenuta di Almaraz                                                       | Archeologia            | Villaggio fortificato | Cacilhas          |
| Fabbrica di macinatura                                                                              | Architettura civile    | Fabbrica              | Cova da Piedade   |
| Cappella di s.Tommaso d'Aquino                                                                      | Architettura religiosa | Cappella              | Caparica          |
| Casa della Cerca                                                                                    | Architettura civile    | Palazzo               | Almada            |
| Palo della gogna di Almada                                                                          | Architettura civile    | Palo della gogna      | Costa de Caparica |
| Tenuta di S.Lorenzo                                                                                 | Architettura civile    | Tenuta                | Pragal            |
| Palazzina José Gomes (incluso il giardino)                                                          | Architettura civile    | Palazzina             | Cova da Piedade   |

### Il Cristo Rei

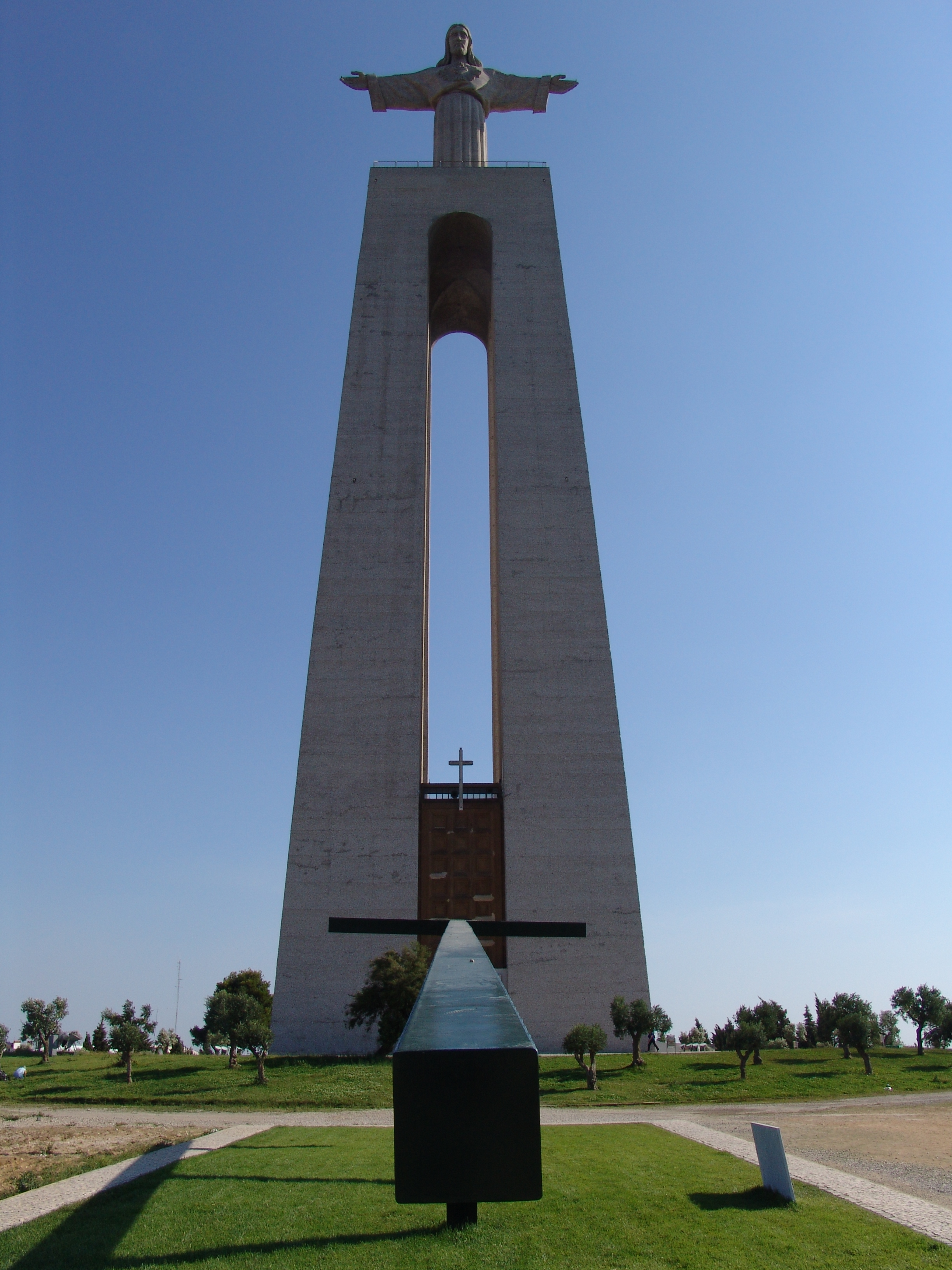
Il Cristo Rei e, in primo piano, la Cruz Alta

Fra i monumenti religiosi di Almada il più famoso e visitato è la statua del Cristo Rei, localizzato nella freguesia di Pragal.
Si trova ad una altitudine di 113 metri sul livello del fiume Tago, essendo costituito da un portico di 75 metri d'altezza (progettato dall'architetto portoghese António Lino) alla cui sommità si incontra la statua del Redentore con 28 metri di altezza (opera dello scultore Francisco Franco de Sousa, anch'egli portoghese). Con i suoi 110 metri (includendo il portico, il piedistallo e la statua) costituisce anche una delle più elevate costruzioni del Portogallo.
Il monumento costituisce la maggiore attrazione turistica del comune di Almada, subito dopo le famose spiagge di Costa de Caparica. Dal terrazzo, raggiungibile grazie ad un ascensore) si può godere un'ampia veduta della capitale, del Ponte 25 Aprile e del fiume Tago fino alla sua foce nell'Oceano Atlantico.
L'idea di costruire il monumento venne al cardinale di Lisbona durante una visita alla città brasiliana di Rio de Janeiro nel 1936, nel corso della quale visitò la statua del Cristo Redentore che domina la città. Quest'ultimo monumento servì di ispirazione, mutando solo il rapporto fra il portico e la statua.
Il Cristo Rei venne costruito anche per compiere il voto fatto dall'Episcopato Portoghese nel 1940, voto con il quale si chiedeva che il Portogallo fosse mantenuto fuori dalla guerra mondiale che già imperversava.
La prima pietra della costruzione venne posta nel dicembre del 1949, mentre la sua inaugurazione avvenne nel giorno di Pentecoste del 1959 con la partecipazione via radio del Papa Giovanni XXIII. Il 17 maggio del 2007 fu collocata ai piedi del Cristo Rei la Cruz Alta, in precedenza appartenuta al Santuario di Fátima.

### Il Castello di Almada
La storia non ha ancora appurato la data di costruzione del castello, strategicamente localizzato sulla vetta di un promontorio con eccellenti condizioni di difesa e controllo visivo sopra la città di Lisbona e la foce del fiume Tago. Di certo sappiamo che fu eretto sopra anteriori costruzioni e che nel XII secolo già esisteva.

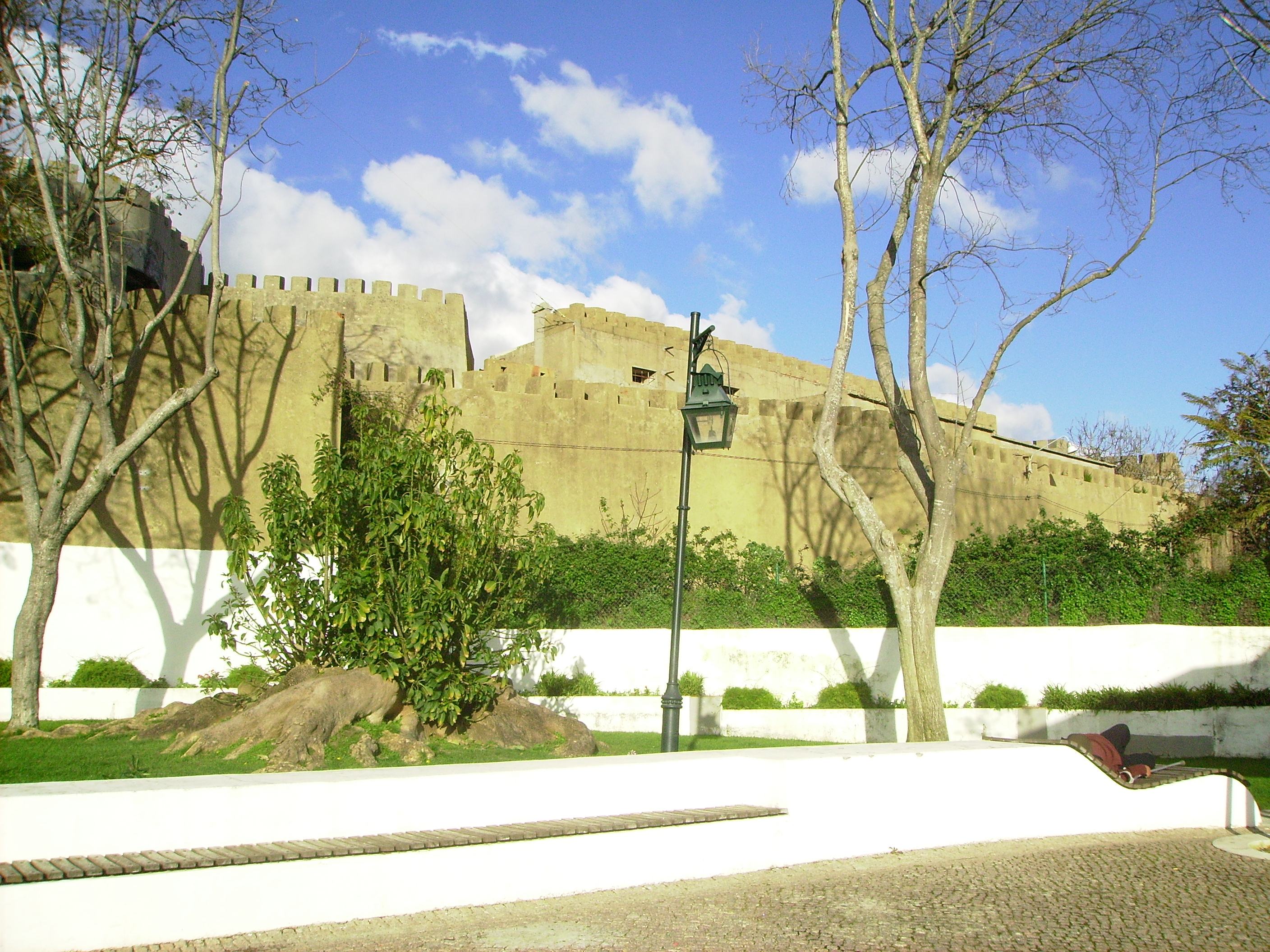
Il castello di Almada

Durante l'epoca della Reconquista cristiana della penisola iberica e nell'ambito della conquista di Lisbona (1147) fu conquistato dalle forze di Afonso I e dai crociati.
Rinforzato ed ampliate le sue difese, il sovrano concesse lo statuto reale di città con foro giuridico (1170). Durante il regno di Sancho I tale privilegio venne confermato, ma le forze arabe già avevano riconquistato l'Algarve e, avanzando in direzione nord, si riappropriarono dei castelli di Alcácer do Sal, di Palmela e di Almada, radendolo al suolo.
Terminata la Reconquista, Sancho I donò il Castello all'Ordine di Santiago, donazione che venne riconfermata dal re Afonso II e da Afonso III. Durante la crisi del 1383-1385, nell'ambito dell'assedio di Lisbona, il castello venne accerchiato dalle forze di Castiglia e Nuno Álvares Pereira tentò liberarlo nel 1384 senza successo. Nel corso dei secoli successivi questa struttura fu più volte ampliata e rinforzata; un esempio è dato dalla costruzione di una torre nel settore sud delle mura, voluta da Manuele I.
Oggi la fortezza è occupata dalla Guardia nazionale repubblicana e, malgrado non sia aperta al pubblico, gli annessi giardini sono uno dei punti favoriti dai turisti grazie all'eccellente panorama.

### Siti archeologici
Almada può contare su di un cospicuo numero di siti con interesse archeologico: ben 38.
Fra questi sottolineiamo le 4 necropoli (Almada, Chiesa della Misericordia, Chiesa di Sant'Iago, Quinta do Outeiro) e le stazioni archeologiche di Quinta de Almaraz, Ponta do Cabedelo, Riacho de Alagoa, Ramalha 2, Vila Nova da Caparica, Murfacem.

## Società

### Evoluzione demografica
| Popolazione di Almada (1801 – 2021) | Popolazione di Almada (1801 – 2021) | Popolazione di Almada (1801 – 2021) | Popolazione di Almada (1801 – 2021) | Popolazione di Almada (1801 – 2021) | Popolazione di Almada (1801 – 2021) | Popolazione di Almada (1801 – 2021) | Popolazione di Almada (1801 – 2021) | Popolazione di Almada (1801 – 2021) | Popolazione di Almada (1801 – 2021) |
| ----------------------------------- | ----------------------------------- | ----------------------------------- | ----------------------------------- | ----------------------------------- | ----------------------------------- | ----------------------------------- | ----------------------------------- | ----------------------------------- | ----------------------------------- |
| 1801                                | 1849                                | 1900                                | 1930                                | 1960                                | 1981                                | 1991                                | 2001                                | 2011                                | 2021                                |
| 13363                               | 6440                                | 15764                               | 23694                               | 70968                               | 147690                              | 151783                              | 160825                              | 174030                              | 177268                              |

| Indicatore | 1991   | 2001   | Variazione % |
| ---------- | ------ | ------ | ------------ |
| Residenti  | 151783 | 159550 | 2,3          |
| Famiglie   | 51176  | 61324  | 19,8         |
| Alloggi    | 73892  | 91198  | 23,4         |
| Edifici    | 25915  | 30599  | 18,1         |

## Cultura

### Musei
- Museo della Città - Pç. João Raimundo, Cova da Piedade 2800-336 Almada
- Museo Navale - Olho de Boi 2800-205 Almada
- Nucleo di Archeologia e Storia - Olho de Boi 2800-205 Almada
- Nucleo Medievale - Rua Henriques Nogueira, Almada 2800
- Nucleo dell'Acqua - Olho de Boi 2800-205 Almada
- Centro d'Arte Tradizionale - Solar dos Zagallos, Largo António José, Piano Júnior, 2815-761 Sobreda da Caparica

### Università
Fondata nel 1973 su di un'area di 60 ettari, l'Università Nova de Lisboa possiede tre campus, uno dei quali nel territorio comunale di Almada.
Attualmente può contare su cinque facoltà (Scienza e Tecnologia, Scienze Sociali, Economia, Scienze Mediche e Diritto), due Istituti (Istituto Superiore di Statistica e Gestione dell'Informazione, Istituto di Tecnologia Chimica e Biologica, Istituto di Igiene e Medicina Tropicale) e una Scuola (Scuola Nazionale di Salute Pubblica); rilascia lauree in 40 aree, 20 dottoramenti e 44 corsi post laurea. Integra 49 centri di investigazione scientifica e coopera con istituzioni nazionali ed estere come nel caso dei programmi Socrates e Erasmus. La sede di Almada è situata nel territorio della freguesia di Caparica.

## Amministrazione municipale

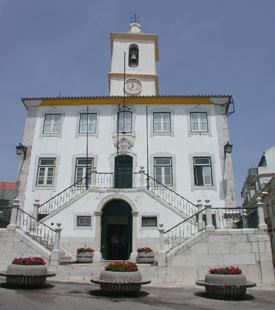
Il Comune di Almada

Il Comune di Almada è saldamente nelle mani del CDU, il partito comunista portoghese. L'opposizione (PS = Partito Socialista, PPD/PSD = Partito Socialdemocratico) è presente solo con Consiglieri privi di competenze. Questo l'organigramma dell'Amministrazione Comunale durante il mandato 2005-2009:
Presidente:
- Maria Emília Guerreiro Neto de Sousa (CDU) Competenze: Amministrazione Generale, Progettazione e Controllo, Studi Economici e Statistici; Strategia e Gestione Ambientale, Sviluppo Locale.

Consiglieri comunali:
- Carlos Manuel Coelho Revés (CDU) Competenze: Risorse Umane, Organizzazione, Informatica, Attività Economiche, Servizi Urbani.
- José Manuel Raposo Gonçalves (CDU) Competenze: Urbanismo, Mobilità, Fiscalizzazione Comunale.
- Rui Jorge Palma de Sousa Martins (CDU) Competenze: Opere comunali e Abitazione, Ambiente e Trasporti, Transito, Rete Viaria, Manutenzione.
- António José de Sousa Matos (CDU) Competenze: Azione Socioculturale, Sport, Turismo e Informazione.
- Henrique Rosa Carreiras (CDU) Competenze: Protezione Civile, Servizio di Salute del Lavoro

Consiglieri senza competenze:
- Alberto Marques Antunes - PS
- José Joaquim Machado Courinha Leitão - PS
- Ana Maria Conde Ferreira Vasconcelos - PS
- António Pedro Roque da Visitação Oliveira - PPD/PSD
- António Francisco Salgueiro - PPD/PSD

### Freguesias e Vilas

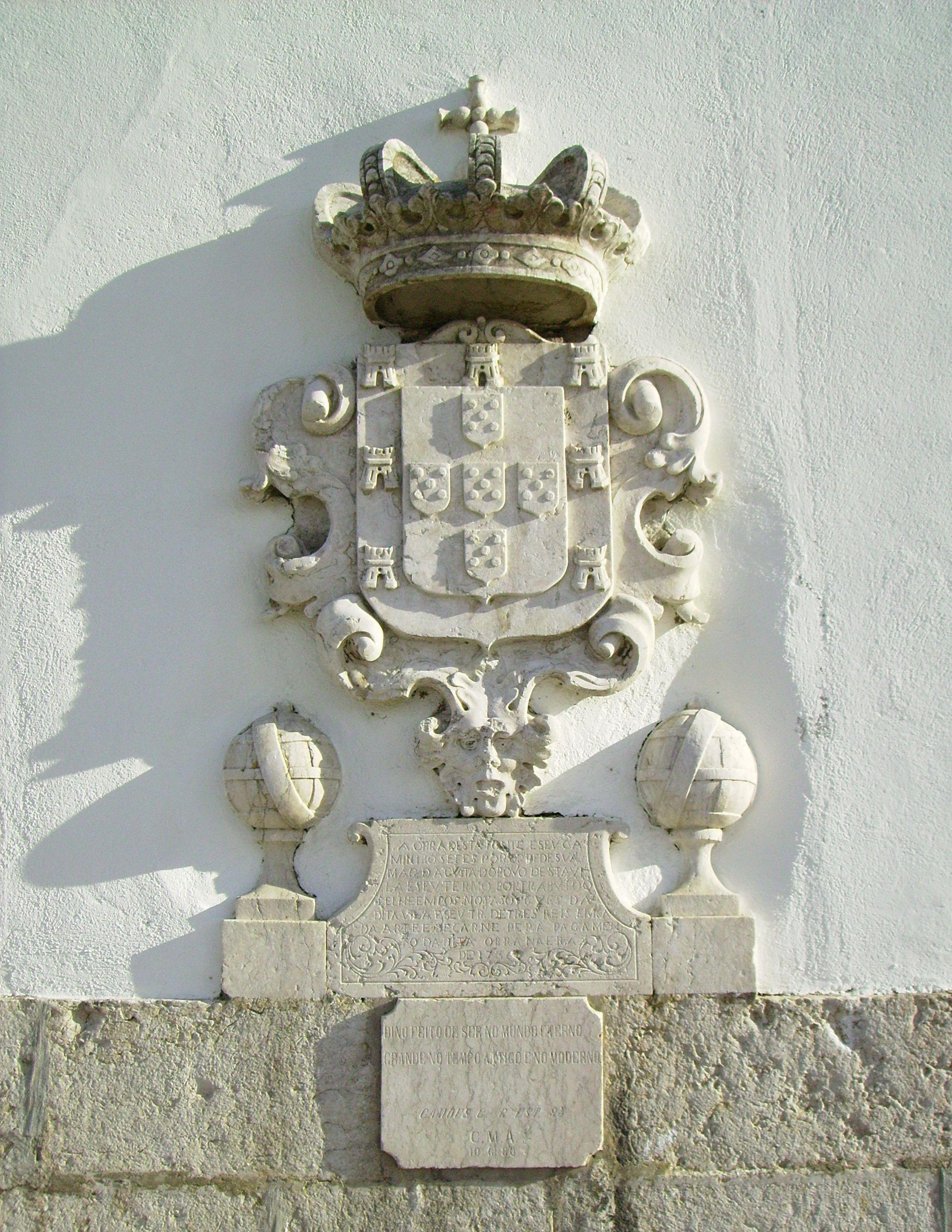
Stemma del Portogallo ed inscrizione del 1736

Fregueasias di Almada dopo la riforma amministrativa del 2013.

Mentre la freguesia di Almada nasce dalla fusione delle parrocchie di Santa Maria do Castelo e Santiago, attive già nel XIV secolo, le altre località furono elevate al rango di freguesia o vila solo più tardi.
La parrocchia di Santa Maria do Monte venne creata con bolla papale nel 1472; nel 1926 vide la luce la freguesia di Trafaria, mentre nel 1928 fu la volta di Cova da Piedade e nel 1949 di Costa de Caparica.
Nel 1985 nacquero le freguesia di Cacilhas, Charneca de Caparica, Laranjeiro, Pragal e Sobreda; per ultima, nel 1993, Feijó.
Santa Maria do Monte, con il nome di Monte de Caparica, e Trafaria furono elevate al rango di vila nel 1985; stessa sorte per Costa de Caparica, nel 2004.
Sino alla riforma amministrativa del 2013 le seguenti località costituivano il territorio del Comune di Almada:
| - Almada - Cacilhas - Caparica - Charneca de Caparica | - Costa de Caparica - Cova da Piedade - Feijó - Laranjeiro | - Pragal - Sobreda - Trafaria |

Le freguesias attuali sono state ridotte a cinque, ovvero: Almada, Cova da Piedade, Pragal e Cacilhas, Caparica e Trafaria, Charneca de Caparica e Sobreda, Costa de Caparica, Laranjeiro e Feijó.

## Infrastrutture e trasporti

### Il Ponte 25 aprile

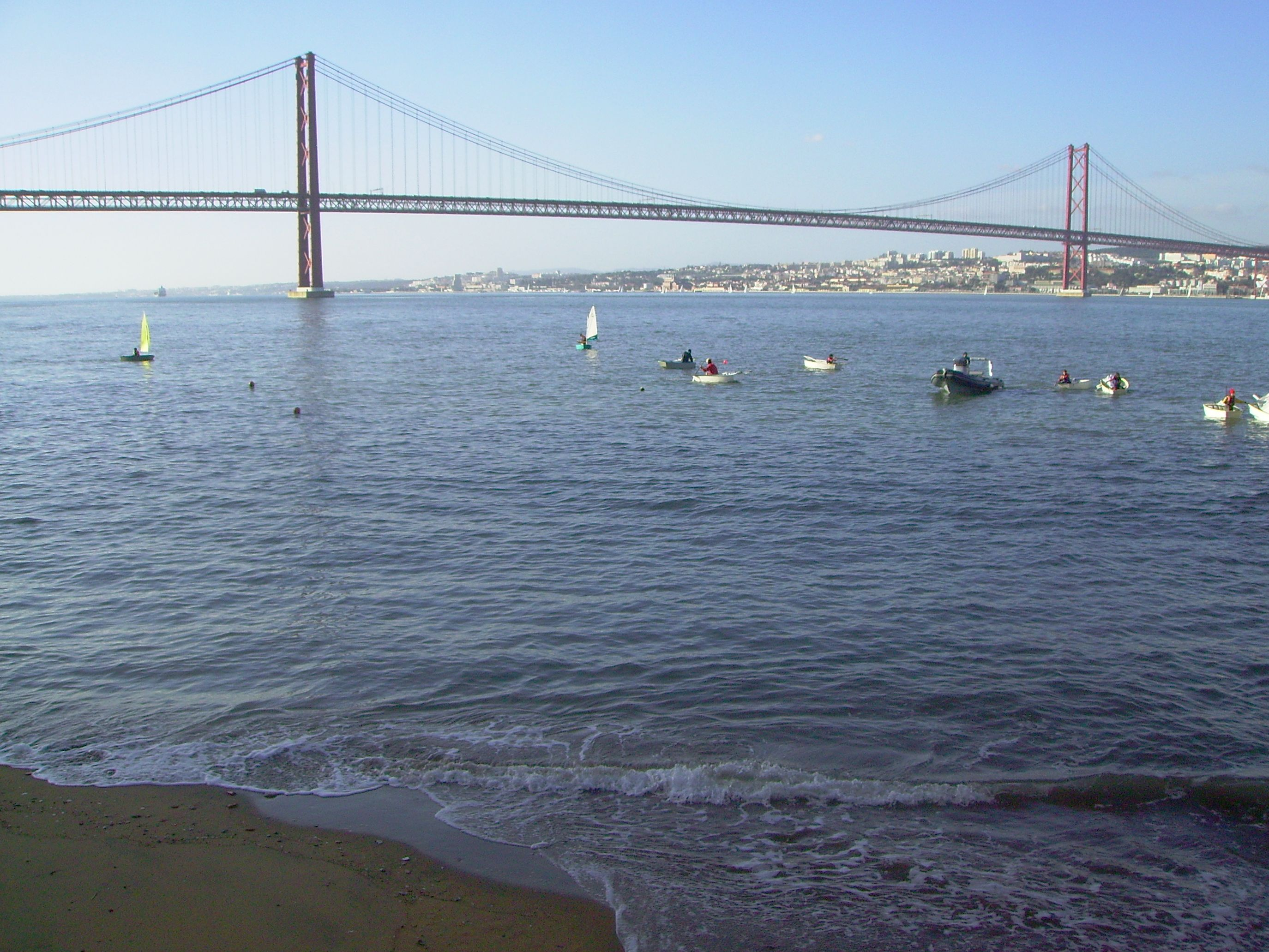
Il Ponte 25 aprile visto dalla riva sud del Tago

Il ponte 25 aprile è un ponte di tipo sospeso che collega la città di Almada alla capitale Lisbona. La struttura attraversa il fiume Tago nella parte finale e più stretta del suo corso.
La prima idea per la costruzione di un collegamento fra le due sponde risale al 1876. Da allora numerosi sono stati i progetti presentati ma solo nel 1953 il governo portoghese crea una commissione con il compito di studiare e presentare soluzioni sulla problematica dei collegamenti stradali e ferroviari fra la capitale e la riva sud del Tago.
Nel 1958 la decisione è presa e viene aperto un concorso pubblico, vinto dalla nordamericana United States Steel Export Company.
Il 5 novembre del 1962 iniziano i lavori e, trascorsi 45 mesi, il ponte è inaugurato.
Queste le caratteristiche tecniche dell'opera:
- Lunghezza del viadotto principale: 1.012,88 metri
- Distanza coperta dall'intera struttura: 2.277,64 metri
- Altezza delle torri sopra il livello del mare: 190,47 metri
- Diametro dei cavi principale: 58,6 centimetri
- Profondità del pilone principale al di sotto delle acque: 79,3 metri
- Lunghezza totale dei fili d'acciaio utilizzati: 54,196 chilometri
- Quantità di acciaio utilizzato: 72.600 tonnellate
- Quantità di cemento utilizzato: 263.000 metri cubi

È il 66º ponte più lungo del mondo (2008).

### La metropolitana MST

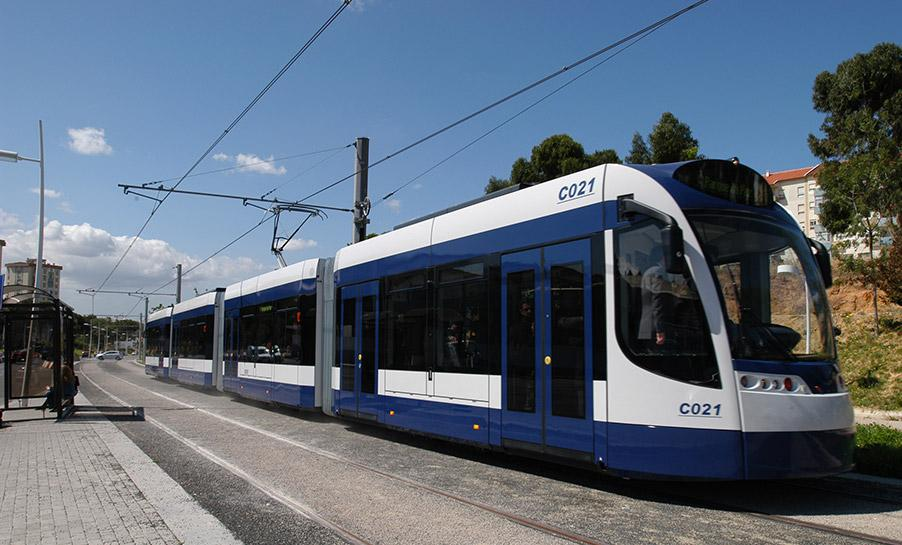
La metropolitana leggera

Per migliorare l'attraversamento della città, e come occasione per riqualificare alcuni quartieri, Almada ha optato per una metropolitana leggera di superficie; si tratta di una scelta in linea con quella fatta dalla maggior parte delle città medie europee, come Grenoble, Strasburgo, Lione, Friburgo in Brisgovia, Basilea.
Il progetto originale risale al 1985, anno in cui partirono le contrattazioni con il governo portoghese per definire i particolari dell'operazione: tracciato, numero di linee, infrastrutture. Ma solo nel 2003 il progetto inizia il proprio effettivo sviluppo con l'apertura del principale cantiere, localizzato nei pressi della stazione ferroviaria di Pragal.
Nel corso del 2007 entrarono in attività le due prime linee, Corroios-Pragal e Corroios-Università. Nel 2008 aprì la linea che attraversa il corso principale di Almada fino alla stazione fluviale di Cacilhas. Al termine dei lavori saranno in funzione tre linee, per un totale di 13.6 chilometri:
- Linea 1: Cacilhas - Corroios
- Linea 2: Corroios - Pragal
- Linea 3: Cacilhas - Università

La metropolitana di Almada, in realtà, è parte di un progetto assai più vasto: terminata la fase 1, saranno avviate le fasi successive che prevedono l'estensione della linea attraverso i comuni di Seixal, Barreiro, Moita, Montijo, fino al collegamento con il già annunciato nuovo aeroporto internazionale di Lisbona che sarà edificato in località Alcochete.

### Collegamenti

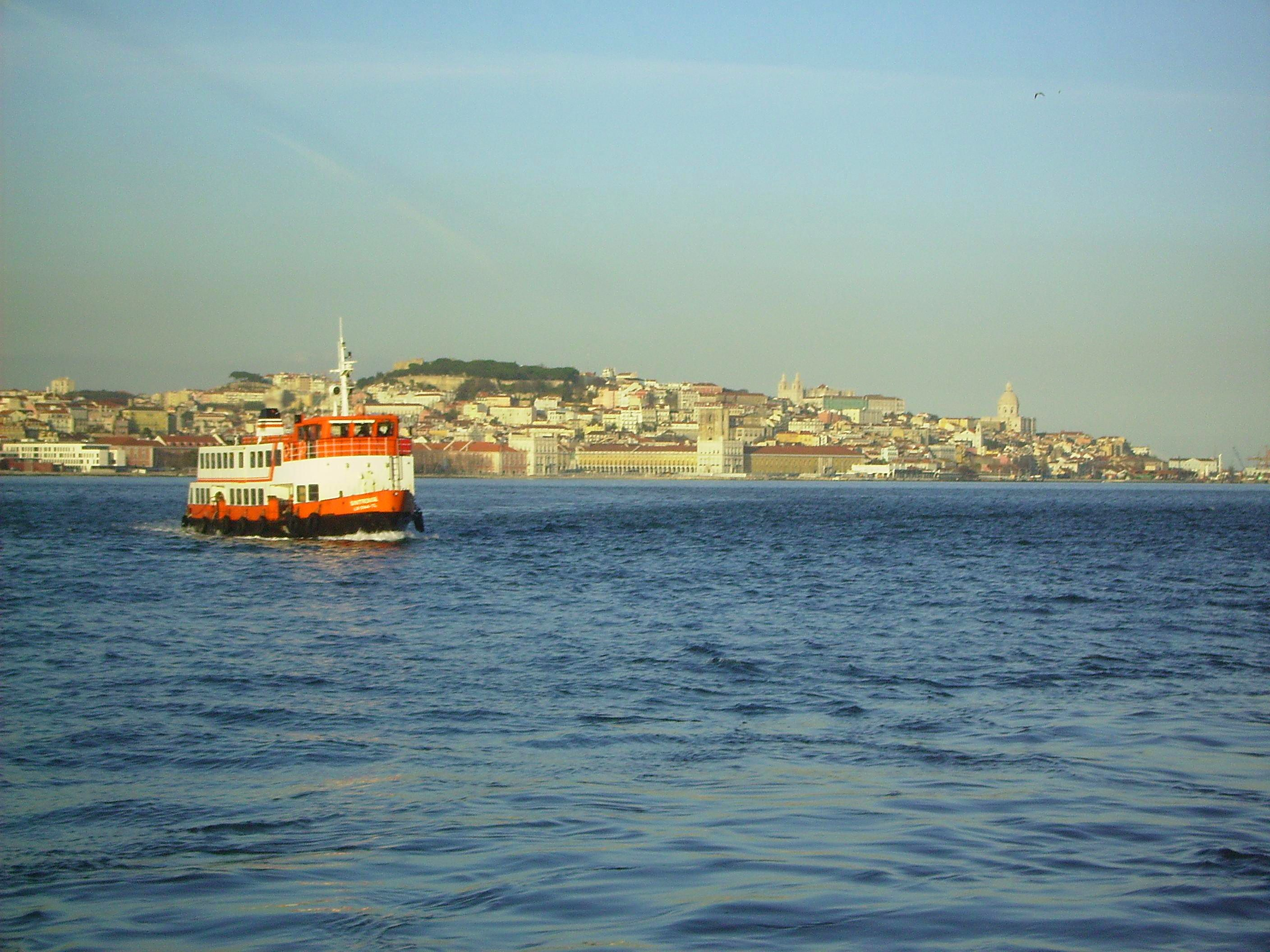
Il traghetto che unisce Lisbona (sullo sfondo) a Cacilhas

Chi utilizza la propria vettura può arrivare ad Almada attraverso l'autostrada A2 o la strada nazionale EN10. Per chi proviene da nord, invece, esistono 2 alternative: attraversare il Ponte 25 aprile (proveniente da Lisbona) oppure utilizzare il Ponte Vasco de Gama. Quest'ultimo si trova più ad est rispetto ad Almada, ma è decisamente meno affollato; una volta effettuato l'attraversamento sarà sufficiente imboccare l'autostrada A13 fino al congiungimento con la A2.
Se invece si utilizzano i trasporti pubblici esistono molteplici possibilità.
Numerosi i traghetti della Transtejo che uniscono Lisbona ad Almada.
I treni della Fertagus sono un altro mezzo che permettono di arrivare da sud, a partire dalla stazione di Setúbal, e da nord, partendo dal terminal ferroviario di Lisbona Areeiro (in questo caso il convoglio attraverserà il già citato Ponte 25 aprile).
L'offerta più vasta è quella riguardante gli autobus. Questi partono da diverse località della Grande Lisbona e del Distretto di Setubal. Durante l'estate molte corse sono rinforzate grazie alla presenza di bagnanti in Costa de Caparica. Alcuni degli autotrasportatori: TST oppure Setubalenses.
Infine segnaliamo la presenza di un terminal per rotte di lungo corso in località Centro Sul (freguesia di Pragal), dove fermano o fanno capolinea autobus provenienti da varie zone del paese (Rede Expressos o Carris).

## Sport
Almada ha visto nascere vari campioni in diverse categorie sportive. Fra i più celebri ricordiamo:
- Luís Figo, calciatore
- Rafael Leão, calciatore
- Telma Monteiro, judoka 7 volte vincitrice della Coppa del Mondo
- Carlos Sousa, pilota di rally
- Silvestre Varela calciatore
- Miguel Oliveira, pilota di Moto3
- Fábio Sturgeon - calciatore